# Tombea (formaggio)
Il Tombea è un formaggio prodotto negli alpeggi del comune di Magasa nella provincia di Brescia.

## Caratteristiche
Realizzato con latte vaccino da razza bruna alpina viene confezionato in forme cilindriche, dello scalzo di circa 10 - 12 cm, leggermente convesso, e di diametro compreso tra i 35 ed i 45 cm.
Si tratta di un tipico formaggio di malga, molto raro in quanto i produttori sono pochissimi, a crosta dura; come altri formaggi delle vallate alpine è a latte crudo ma a pasta dura (per la lunga stagionatura). Può stagionare, con ottimi risultati, anche per 10 anni.
Mediamente stagionate per 20 - 24 mesi, le forme mantengono un peso variabile da 8 a 15 kg e si contraddistinguono per la crosta marrone e la pasta di colore giallo intenso.
Il Tombea prende il nome dal monte Tombea e viene prodotto, da maggio a settembre, negli alpeggi di malga Tombea, malga Bait, malga Alvezza,  malga Corva e monte Denai situati in Val Vestino, nel territorio del comune di Magasa. In questa località, è protagonista della festa del formaggio che si tiene la seconda domenica di settembre sull'altipiano di Cima Rest.
Nel 2001, il formaggio Tombea ha ottenuto il primo premio nella categoria «formaggi storici» del concorso caseario promosso nell'ambito di Franciacorta in bianco e nel 2002 venne presentato come presidio Slow Food al Salone del Gusto di Torino. Nel 2010 il "Tombea" è stato registrato con il «Marchio d'impresa collettivo» che "certifica che il formaggio è stato prodotto rispettando un rigido disciplinare di produzione, le cui condizioni essenziali sono l'antico sistema artigianale di lavorare il latte crudo nel territorio di Magasa e la stagionatura tradizionale" ."Formaggio di malga Tombea", il disciplinare e le informazioni specifiche sono pubblicate sul sito istituzionale  Archiviato il 20 febbraio 2018 in Internet Archive..
Il Tombea è anche un formaggio con tutela PAT.

## Galleria d'immagini

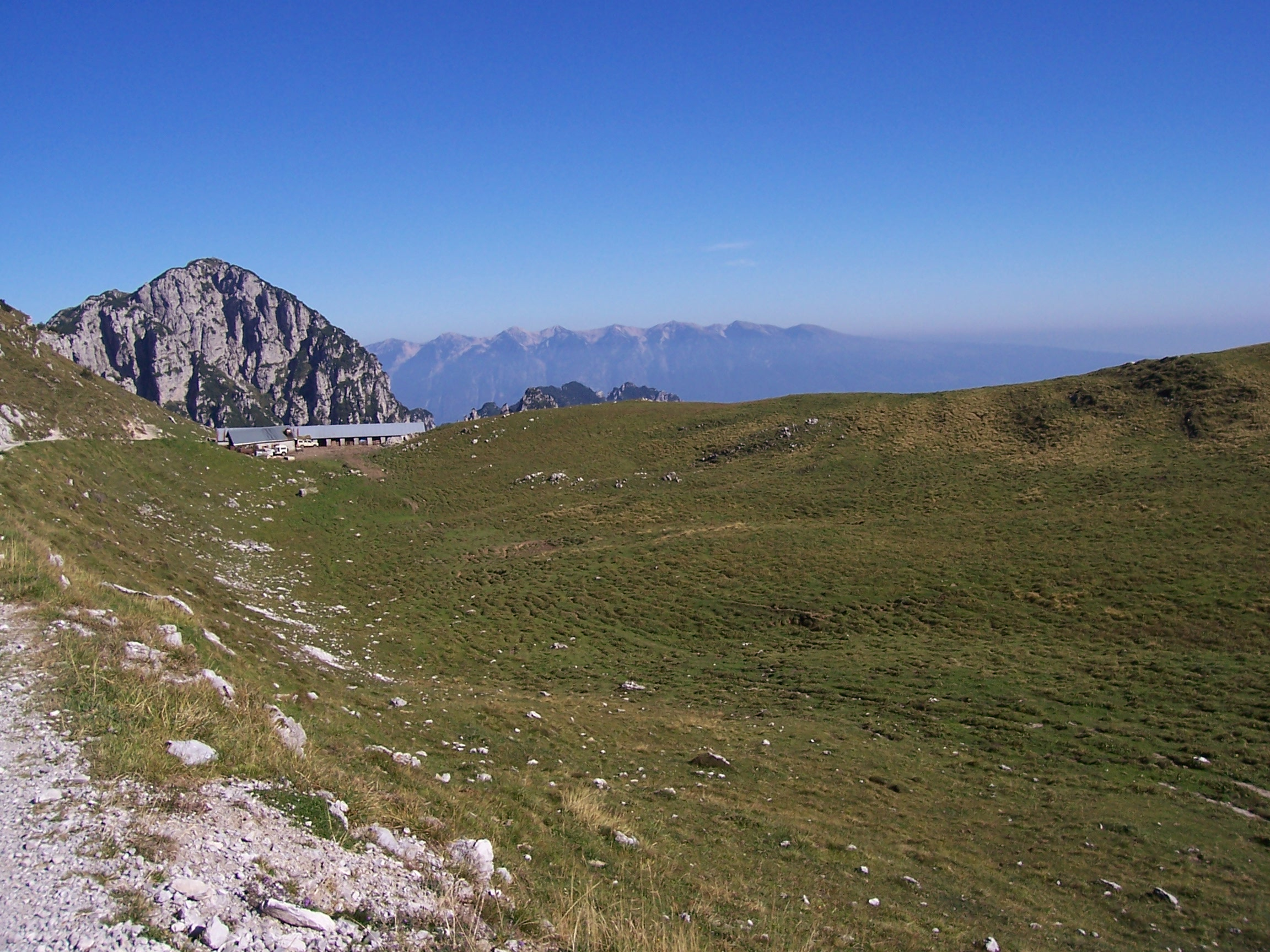
Malga Tombea e sullo sfondo il Monte Caplone
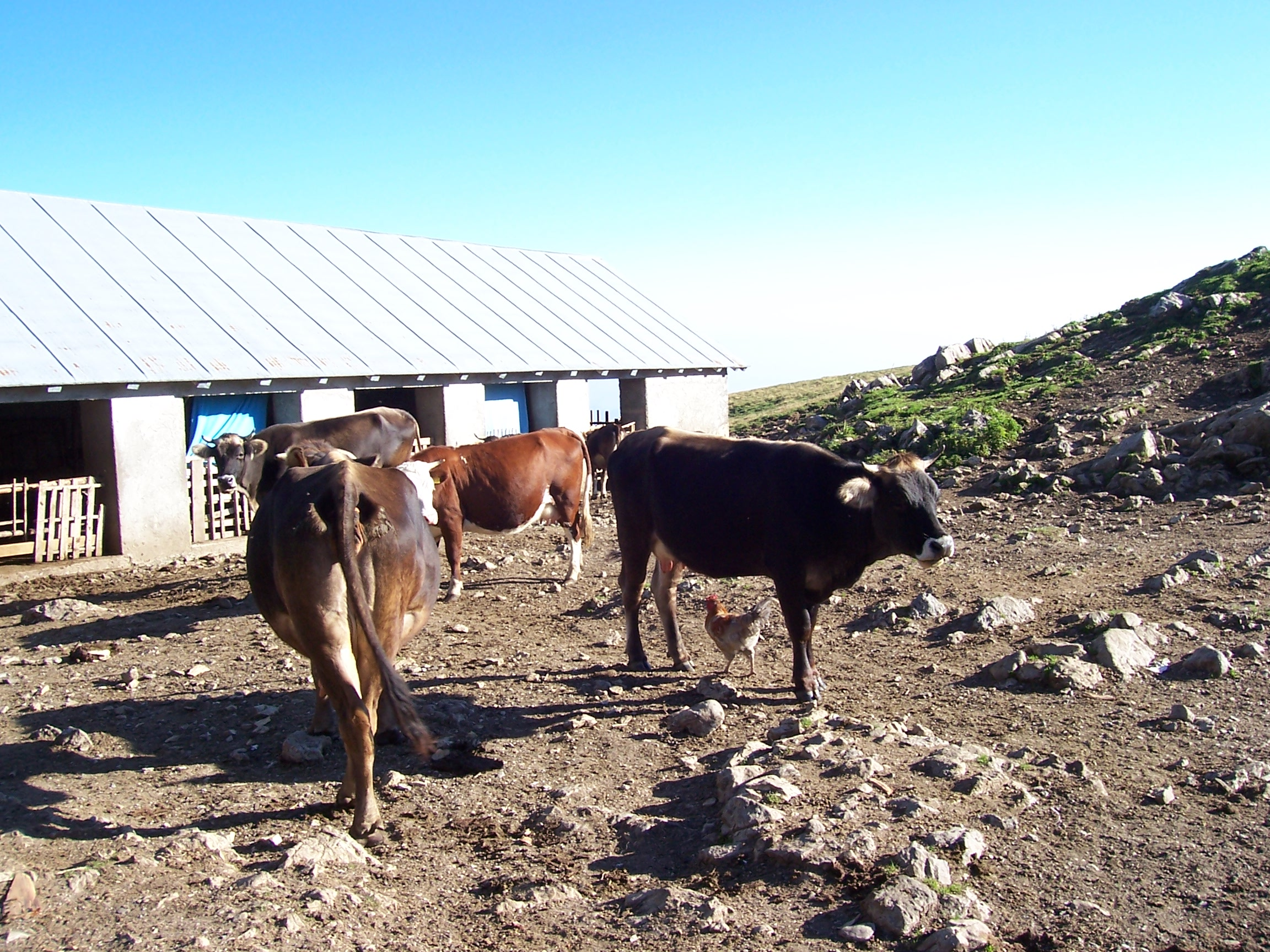
Malga Tombea
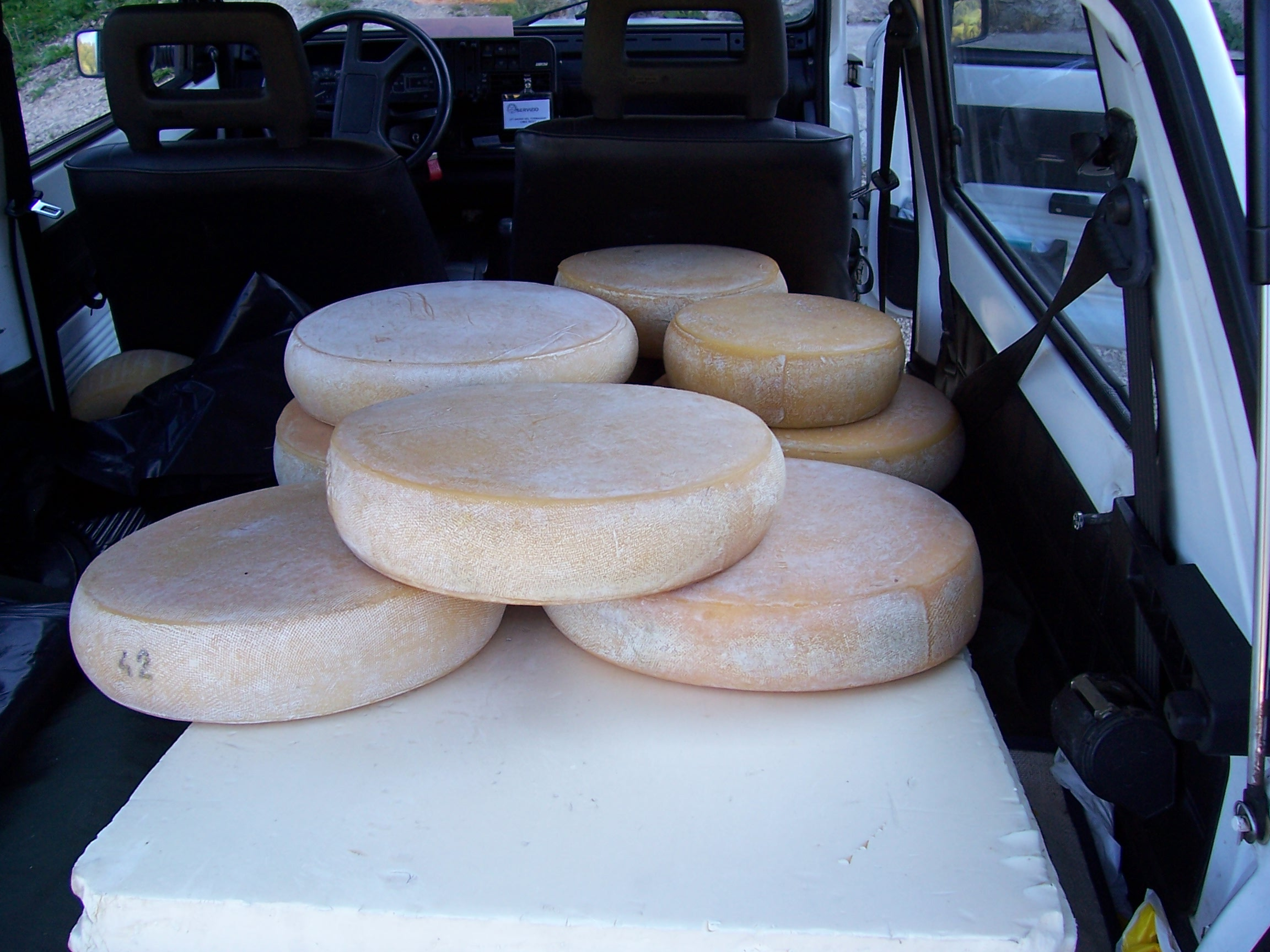
Forme del formaggio Tombea
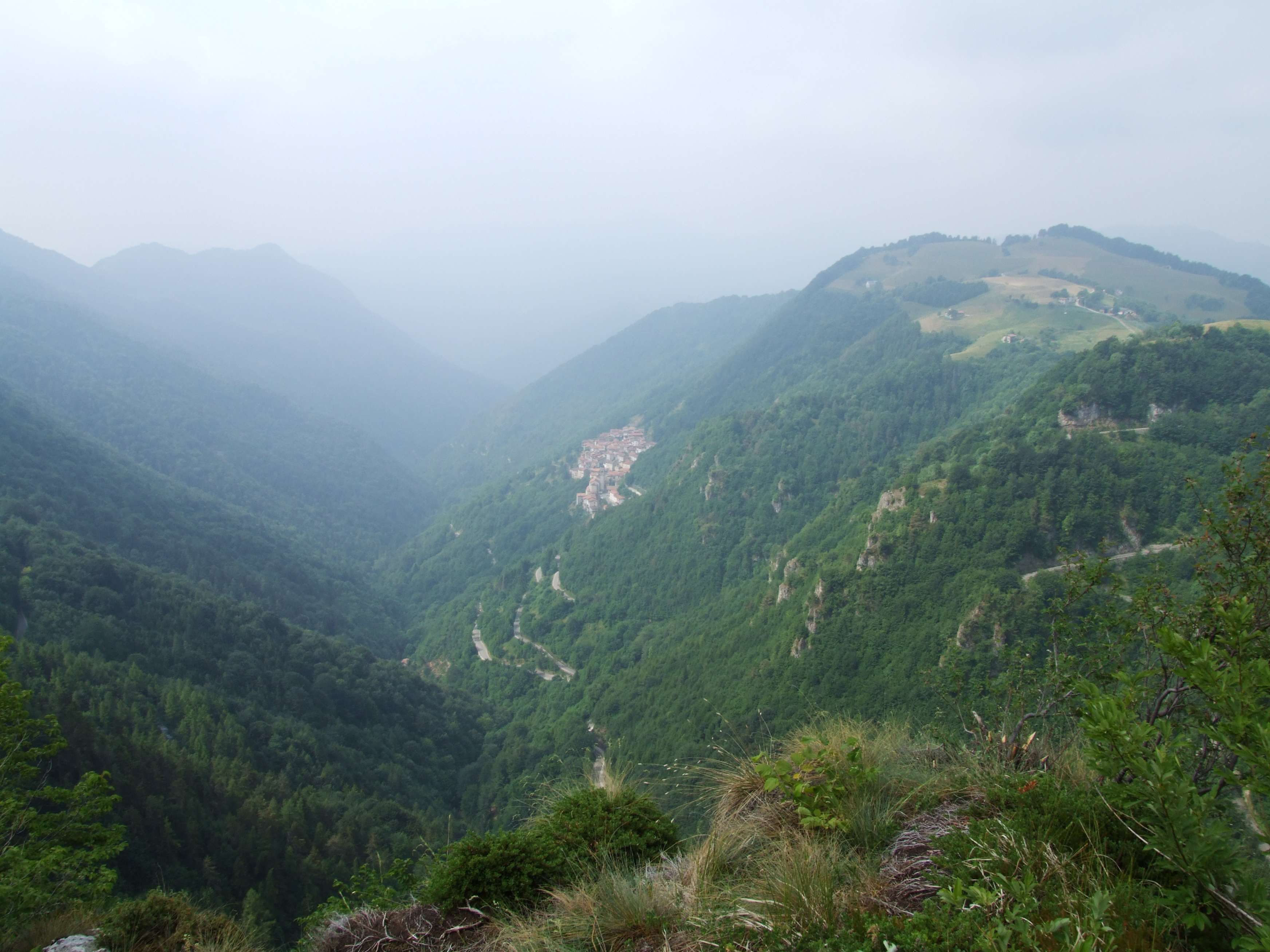
Magasa e l'altipiano di monte Denai visti dalla Rocca Pagana